# 에리히 호네커
에리히 에른스트 파울 호네커(독일어: Erich Ernst Paul Honecker, 문화어: 에리히 호네케르, 1912년 8월 25일 ~ 1994년 5월 29일)는 독일의 공산주의 혁명가이자 동독 정치 지도자이다. 독일 사회주의통일당의 지도자로서 1971년부터 1989년까지 동독의 국가원수를 역임한 정치인이다.

## 초기 경력

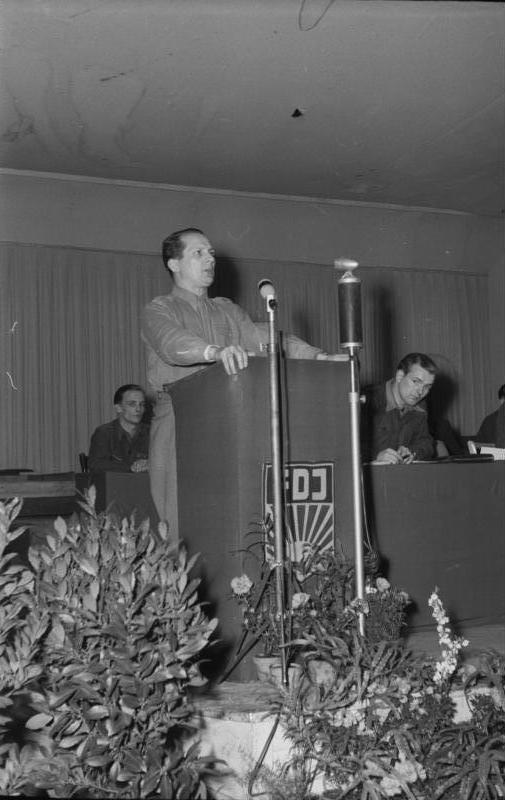
자유 독일 청년단 창당 시절 (1946년)

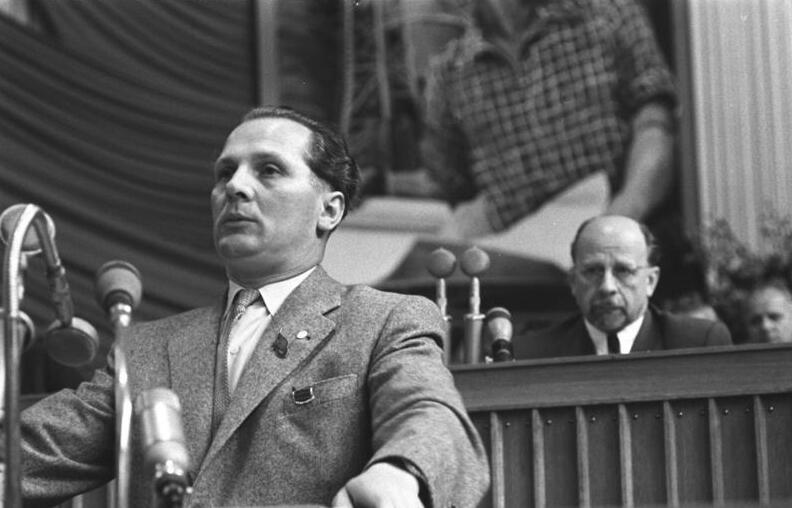
통일사회당 5차 회의에서 자신의 선도자 발터 울브리히트가 보이면서 연설하는 호네커 (1958년)

현재 자를란트에 속하는 노이키르헨에서 정치적으로 투쟁 석탄 광부 빌헬름 호네커와 카롤리네 카타리나 바이덴호프(1905년 결혼) 사이에 4남 2녀 중 4째로 태어났다.
그는 1926년 독일 공산당의 청소년파 독일 청년 공산당 연맹에 가입하였고 1929년에는 정식 공산당에 입당하였다. 1928년과 1930년 사이에 지붕을 이는 일을 하였으나 자신의 도제살이를 마치지 않았다. 후에 그는 국제레닌학교에 수학하러 모스크바로 보내졌으며, 자신의 인생 나머지를 위하여 전임의 정치인으로 남아있었다.
1931년 귀국하여 나치당이 권력을 잡자 1935년 투옥되었다. 1937년 그는 공산주의 활동으로 징역 10년을 선고받았고 제2차 세계 대전이 끝날 때까지 포로로 남아있었다. 전쟁 말기에 호네커는 지도자 발터 울브리히트 아래 당의 활동을 다시 시작하여 1946년 독일 공산당과 동독의 사회민주당이 합병된 통일사회당의 초대 당원들 중의 하나가 되었다.
10월 선거에 휩쓴 승리에 이어 그는 단기적 국회에서 통일사회당 지도력에 자신의 지위를 치지하였다. 소련군 점령 지역에 새 헌법의 채택과 함께 독일 민주 공화국이 1949년 10월 7일 설립되었다. 소련과 비슷한 정치적 체계에서 그는 1950년 중앙위원회 서기의 후보였으며 1958년 전임적 위원이 되었다.

## 동독의 지도자

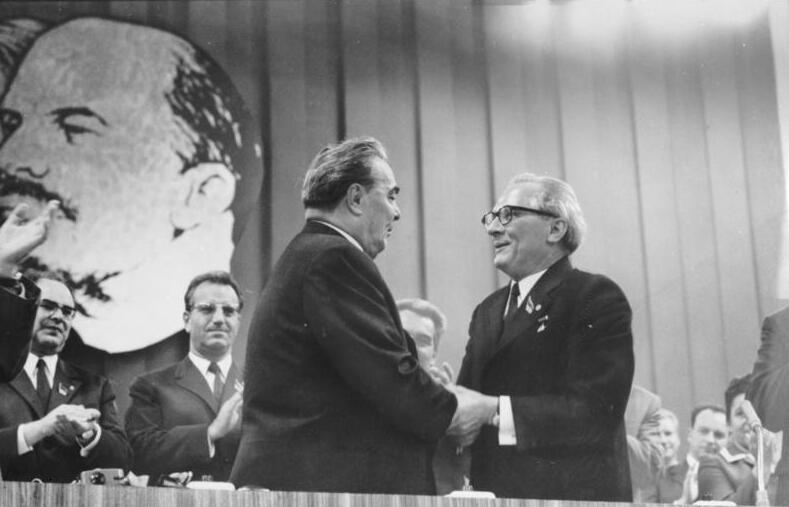
동독을 방문한 레오니트 브레즈네프와 함께 (1971년)

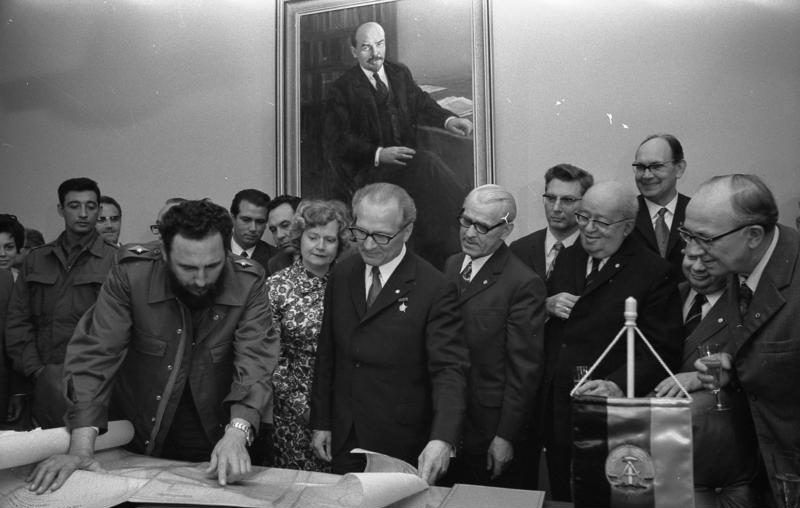
피델 카스트로와 함께 한 호네커 (1972년)

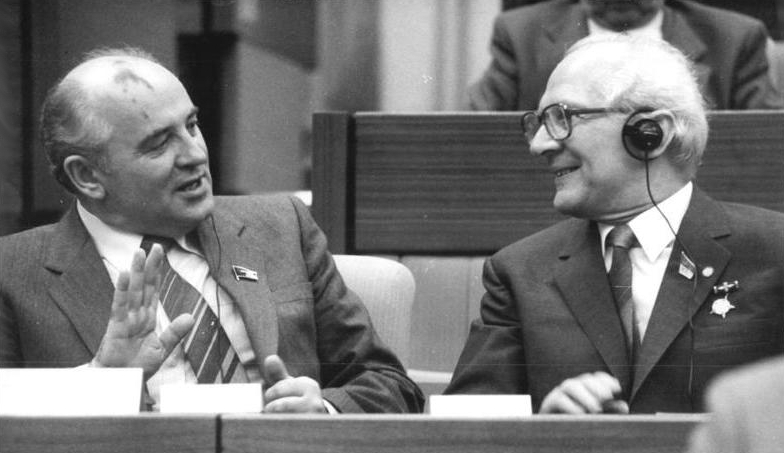
미하일 고르바초프와 호네커 (1986년)

1961년 호네커는 베를린 장벽의 건설에 담당을 맡았다. 1971년 그는 자신이 새로운 지도자가 되어 통일사회당의 서기장으로서 울브리히트를 대체하는 데 소련의 후원과 함께 지도한 정치적 권력의 노력을 시작하였다. 1976년 그는 국무원 주석을 겸임하기도 하였다.
호네커의 통치 아래 동독은 동구권 국가들 사이에 이미 가장 높은 생활 수준에서 향상의 결과를 가져온 "소비자 공산주의"의 프로그램을 채택하였다. 더 많은 배려가 소비품들의 유효성에 놓였고, 호네커의 "사회 관련성의 논쟁으로서 주택 문제를 가라앉힌다"의 약속과 함께 새로운 주택의 건설이 촉진되었다. 생활 상태가 되었어도 아직 국내적 의견 차이가 압제적으로 억제되며 남아있었다. 이 시기에 서베를린으로 국경을 넘는 시도를 한 다수의 동독 시민들이 살해되었다.
외교적 관계에서 호네커는 통일 독일의 목표를 기권하고 관념적 경계의 방어적 자세를 채택하였다. 그는 특히 서독과 재접근으로 관계에서 데탕트로 향하는 융통성과 함께 소련에 충성을 결합시켰다. 1987년 그는 서독을 방문하는 데 첫 동독의 국가 원수가 되었다.
1980년대 후반에 공산주의를 개혁하는 소련의 지도자 미하일 고르바초프의 노력에 불구하고 호네커는 동독에서 정치개혁, 경제개혁, 사법개혁, 행정개혁, 헌법개혁 등과 개방을 실행하는 것을 거부하였다. 하지만, 개혁 개방 운동이 동구권을 통하여 퍼지자 라이프치히에서 동독 정부에 대항하는 시위가 벌어져 시민의 불만을 바라본 호네커의 정치국 단원들은 그를 대체하는 데 결론을 내렸다. 호네커는 1989년 10월 18일 강제로 사임하고 자신의 부하 에곤 크렌츠에 의하여 대체되었다.

### 호네커의 묘사
많은 공산주의 국가들에서 있으면서 지도자의 이미지는 관청들, 신문과 텔레비전 뉴스에서 항상 존재하였다. 통일사회당 공식 신문 노이에즈도이칠란트의 1987년 3월 16일 판에서 자신이 라이프치히 무역 박람회의 개회식에서 다른 정치인들과 출품자들과 함께 자신이 보이면서 호네커의 가장 많은 사진들의 기록은 41개였다. 독일어에 추가로 그는 러시아어에 능통하였다.

### 슈타지
민주화의 나타남에 불구하고, 독일 민주 공화국은 경찰 국가였다. 비밀 경찰 슈타지가 절대 권력을 가졌다. 그들은 인구에 정탐하는 데 숨겨진 카메라들과 도청 장치들을 이용하였다. 어떤 30만명의 밀고자들은 인구를 공포 정책으로 지배하는 데 그들을 도왔다.

## 1989년 이후
1990년 10월 동독이 해산된 후, 호네커는 통일 독일 정부에 의하여 고발된 냉전 시기에 기소를 피하려고 부인 마르고트와 모스크바로 달아나기 전에 베를린 근처에 있는 소련군 병원에 남아있었다. 1991년 12월 소련의 해체에 이어 호네커는 모스크바에 있는 칠레 대사관에 피해있었으나 1992년 보리스 옐친 행정부에 의하여 독일로 송환되었다. 하지만 1993년 초순에 재판이 열리기 전에 호네커는 건강 악화로 석방되어 그해 1월 13일 자신의 딸 소냐와 사위 레오 야녜스, 그들의 아들 로베르토와 함께 칠레로 망명하였다.
1994년 5월 29일 산티아고에서 간암으로 사망하였다.

## 같이 보기
- 베를린 장벽
- 동유럽 혁명